# Memoir of a Snail
Memoir of a Snail è un film del 2024 diretto da Adam Elliot.

## Trama
Grace Pudel nasce con il fratello gemello Gilbert a Melbourne, in Australia, negli anni '70. La madre muore di parto dandoli alla luce, pertanto i fratelli crescono con il padre francese Percy, un ex giocoliere ora paraplegico e alcolizzato. Essendo nata prematura, Grace soffre di salute cagionevole per tutta l'infanzia, tra cui un labbro leporino che la rende oggetto di scherno da parte dei compagni di scuola. Grace trae conforto dal profondo rapporto con Gilbert, il quale la difende dai bulli, e sviluppa l'hobby di collezionare gadget a tema lumaca, passione che condivide con la defunta madre.
Quando Percy muore del sonno, i gemelli vengono separati e mandati a vivere in famiglie affidatarie dalle parti opposte del Paese: Grace è inviata a Canberra da Ian e Narelle, una coppia scambista gentile ma spesso assente, mentre Gilbert viene ospitato a Perth da una famiglia di fondamentalisti religiosi che lo sottopone a crudeltà e abusi, soprattutto da parte della matriarca Ruth. Nel corso degli anni Grace riesce a tirare avanti grazie alle lettere di Gilbert, che le promette di trovarla e riunirsi con lei quando saranno adulti; tuttavia, la ragazza non riesce a stringere legami e passioni nella sua vita a Canberra e si dedica ossessivamente all'acquisto e accumulo di qualsiasi prodotto da collezione a tema lumache.
Da adolescente, Grace fa amicizia con un'anziana donna eccentrica e gentile di nome Pinky, la quale, nonostante le diverse disgrazie subite, trova sempre il lato positivo della vita. Quando Ian e Narelle si ritirano per unirsi a un gruppo di nudisti, Pinky diventa la madre adottiva di Grace, nonostante quest'ultima si senta ancora depressa e senza obiettivi e inizi a ingrassare. Nel frattempo, Gilbert continua a subire abusi da parte della famiglia adottiva, ricevendo affetto solo da Ben, il figlio minore, con cui inizia una relazione.
Da adulta Grace si innamora di Ken, un suo vicino che ripara forni a microonde. I due si fidanzano ma, il giorno delle nozze, Grace riceve una lettera da Ruth, che le comunica che Gilbert è morto in un incendio appiccato da lui stesso in un impeto di rabbia dopo che l'omofoba Ruth aveva sottoposto lui e Ben a un elettroshock avendo scoperto la loro relazione. Grace, devastata, sprofonda sempre più nella depressione, peggiorando il suo disturbo da accumulo compulsivo e la sua tendenza ad abbuffarsi. Successivamente, Grace trova un album di ritagli di Ken e scopre che ha un fetish per le donne obese, ragion per cui l'ha appositamente spinta a ingrassare. Divorzia da lui e torna sotto le cure di Pinky, che l'aiuta da dimagrire. Grace viene rosa dai sensi di colpa per aver speso soldi a comprare gadget a tema lumache piuttosto che impegnarsi a raggiungere Gilbert quando era vivo.
Qualche tempo dopo a Pinky viene diagnosticato l'Alzheimer, e tocca a Grace prendersi cura di lei. Pinky muore dopo pochi mesi e, prima di morire, parla di "patate". Grace porta le sue ceneri nell'orto di Pinky e libera il suo barattolo di lumache. Rassegnatasi a non avere più nulla per cui vivere, Grace decide di suicidarsi ingerendo del veleno, ma lo sputa all'ultimo rendendosi conto che Pinky le ha lasciato la sua scatola dei risparmi nel campo di patate. Nella scatola c'è anche una lettera di Pinky, che ringrazia Grace per gli anni trascorsi insieme e la incoraggia a vivere una nuova vita, libera dalle difficoltà e dai traumi del passato. Grace si sforza di seguire il suo consiglio, iniziando a smaltire e bruciare la sua collezione a tema lumache, conservando solo il berretto a forma di lumaca fatto per lei da Percy.
Un anno dopo, Grace conduce una vita stabile e sta mettendo in pratica il suo sogno di diventare un'animatrice stop-motion. Alla proiezione del suo cortometraggio si ricongiunge con Gilbert, il quale è sopravvissuto all'incendio. I gemelli tornano a vivere felici insieme ed esaudiscono il desiderio del loro defunto padre di disperdere le sue ceneri sulle montagne russe del parco divertimenti che frequentavano da bambini.

## Produzione
Memoir of a Snail è stato sviluppato in un periodo di otto anni. Nel febbraio 2024, è stato annunciato che Sarah Snook avrebbe doppiato il ruolo della protagonista.

## Distribuzione
Il film è stato presentato in anteprima il 10 giugno 2024 al Festival internazionale del film d'animazione di Annecy, dove ha ricevuto il Cristal Award per il miglior film. È stato distribuito in Australia da Madman Entertainment, mentre negli Stati Uniti da IFC Films. 

## Accoglienza
Sull'aggregatore di recensioni Rotten Tomatoes ha un indice di gradimento del 95%, con un voto medio di 8,30 su 10 basato su 110 recensioni.

## Riconoscimenti
- 2025 – Premio Oscar
  - Candidatura per il miglior film d'animazione
- Golden Globe
  - 2025 - Candidatura al miglior film d'animazione
- Critics' Choice Awards
  - 2025 - Candidatura al miglior film d'animazione
- Festival internazionale del film d'animazione di Annecy
  - 2024 - Miglior film